# Paola Predicatori
Paola Predicatori (Senigallia, 1967) è una scrittrice italiana.

## Biografia
Nata nel 1967 a Senigallia, vive e lavora a Milano.
Ha esordito nella narrativa nel 2012 con il romanzo Il mio inverno a Zerolandia vincendo il Premio Claudia Malizia e il Premio Leonida Repaci.
Laureata in Lettere, lavora nel mondo dell'editoria e ha dato alle stampe romanzi e libri per l'infanzia.

## Opere

### Romanzi
- Il mio inverno a Zerolandia[4], Milano, Rizzoli, 2012 ISBN 978-88-17-05534-5.
- Il tuo corpo adesso è un'isola, Milano, Rizzoli, 2015 ISBN 978-88-17-08254-9.
- Come la luce nei sogni, Milano, Bompiani, 2018 ISBN 978-88-452-9688-8.
- Il cielo è sempre blu, Milano, Mondadori, 2022 ISBN 978-88-047-5263-9.

### Narrativa per l'infanzia
- I libri di Maliq, con illustrazioni di Anna Forlati, Milano, Rizzoli, 2013 ISBN 978-88-17-06833-8.
- Io aspetto te, tu aspetti me, con illustrazioni di Mario Onnis, Milano, Gribaudo, 2019 ISBN 978-88-580-2287-0.

## Riconoscimenti
- Premio Claudia Malizia: 2012 per Il mio inverno a Zerolandia
- Premio Leonida Repaci: 2012 per Il mio inverno a Zerolandia